# Емонак (Аљаска)
Емонак (енгл. Emmonak) град је у америчкој савезној држави Аљаска.

## Демографија
По попису из 2010. године број становника је 762, што је 5 (-0,7%) становника мање него 2000. године.
| Група             | 2000.     | 2010.     |
| Белци             | 42 (5,5%) | 24 (3,1%) |
| Афроамериканци    | 2 (0,3%)  | 0 (0,0%)  |
| Азијати           | 1 (0,1%)  | 1 (0,1%)  |
| Хиспаноамериканци | 8 (1,0%)  | 1 (0,1%)  |
| Укупно            | 767       | 762       |